# Leucania nana
Leucania nana är en fjärilsart som beskrevs av Abel Dufrane 1932. Leucania nana ingår i släktet Leucania och familjen nattflyn. Inga underarter finns listade i Catalogue of Life.